# Докучаєвський зоопарк
47°46′0″ пн. ш. 37°41′0″ сх. д. / 47.76667° пн. ш. 37.68333° сх. д.
Докуча́євський зоопа́рк — зоопарк у місті Докучаєвську Донецької області, єдиний на Донбасі і один з наймолодших в Україні; значний осередок культурного дозвілля й туристична атракція міста і Донеччини.

## Історія та опис
Зоопарк у Докучаєвську був створений зусиллями трудового колективу місцевого підприємства ВАТ «Докучаєвський флюсо-доломітний комбінат».
Так, у 2001 році на комбінаті з'явився зоокуточок. Згодом була розчищена, упорядкована і озеленена територія занедбаного дитячого табору. На місці старого басейну влаштували «Лебедине озеро», на місці фонтану — орлятник, на місці їдальні — тераріум. Було відновлено оранжерею, прокладено дитячу залізницю «7 чудес світу», всюди розставлені скульптури героїв дитячих казок.
Усі тварини Докучаєвського звіринцю — даровані. Першими мешканцями зоопарку стали два павича. Потім з'явилися качки-мандаринки, гірські гуси, муфлони, крокодил та інші тварини. У теперішній час (кінець 2000-х років) у Докучаєвському зоопарку утримуються тварини понад 100 видів, 7 з яких занесені до Червоної книги. Особливою гордістю установи є пара чорних лебедів з Туркменістану з особистого розплідника колишнього Президента цієї країни Сапармурата Ніязова. У звіринці є також єнотоподібні собаки, лами, поні й африканські страуси. На території звіринцю, крім іншого, створили єдиний у країні музей вандалізму. На алеї виставили спотворені лави й розбиті урни. Експонати познаходили на міських вулицях.
Крім власне зоопарку, який займає 2 га, в парку площею 8 га розташований дендрарій, дитяча залізниця, музей ВАТ «Докучаєвського флюсо-доломітного комбінату».
У 2008 році в парку був встановлений фонтан-пам'ятник мінералу доломіту: автори — Віктор Васильович Пономарьов, Сергій Гульченко, Віктор Альошин. Доломіт видобувають у кар'єрах Докучаєвська, власне видобуток здійснюється містоутворюючим підприємством ВАТ «Докучаєвський флюсо-доломітний комбінат».
Після Російської збройної агресії проти України (2014—2015) Докучаєвськ опинився у прифронтовій смузі. Кобінат став не в змозі утримувати тварин і вони почали голодувати. Від смерті їх рятують місцеві мешканці, багато з яких й самі перебувають на межі голоду.

## Галерея

Докучаєвський зоопарк
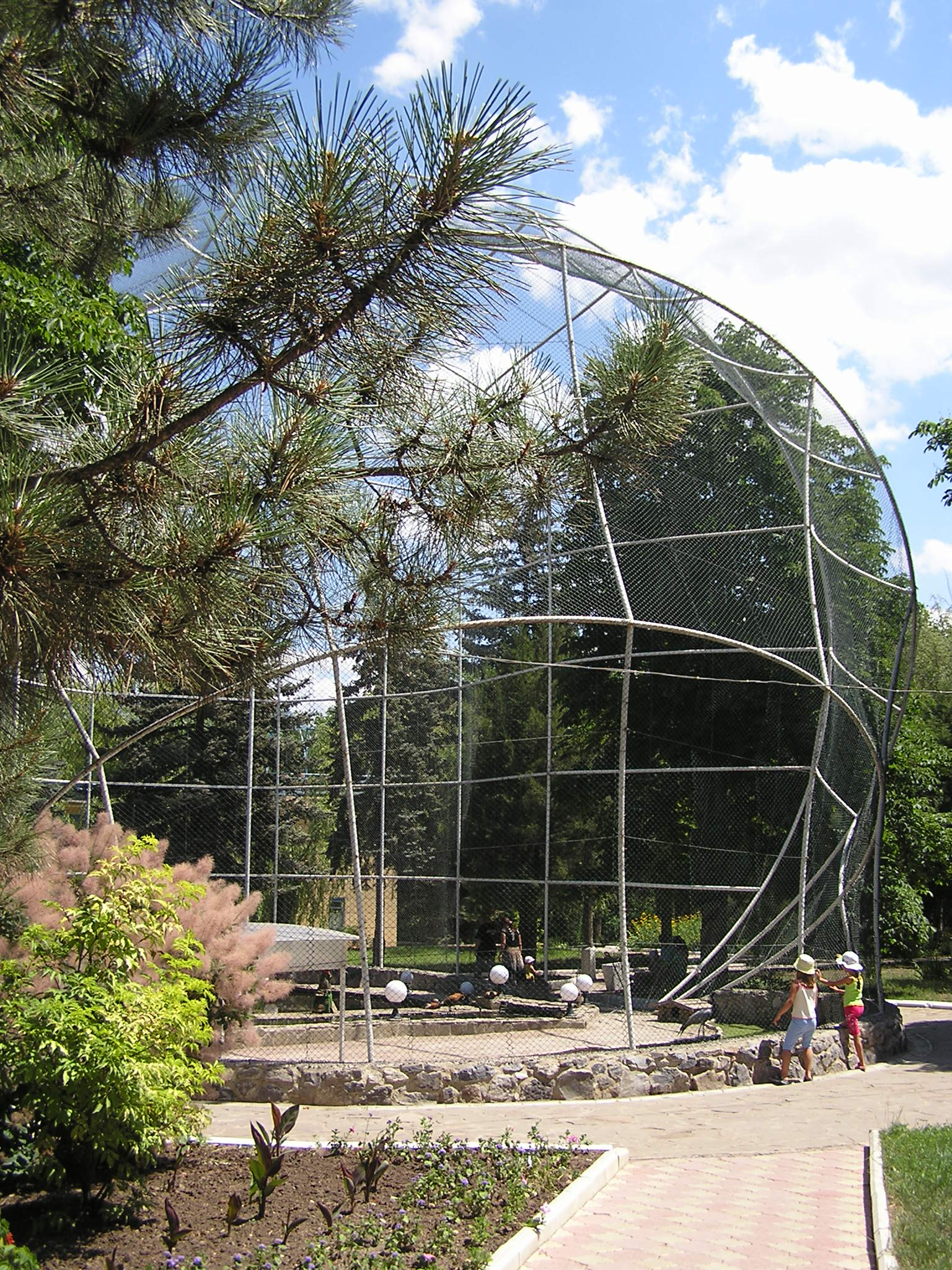
Вольєр для птахів
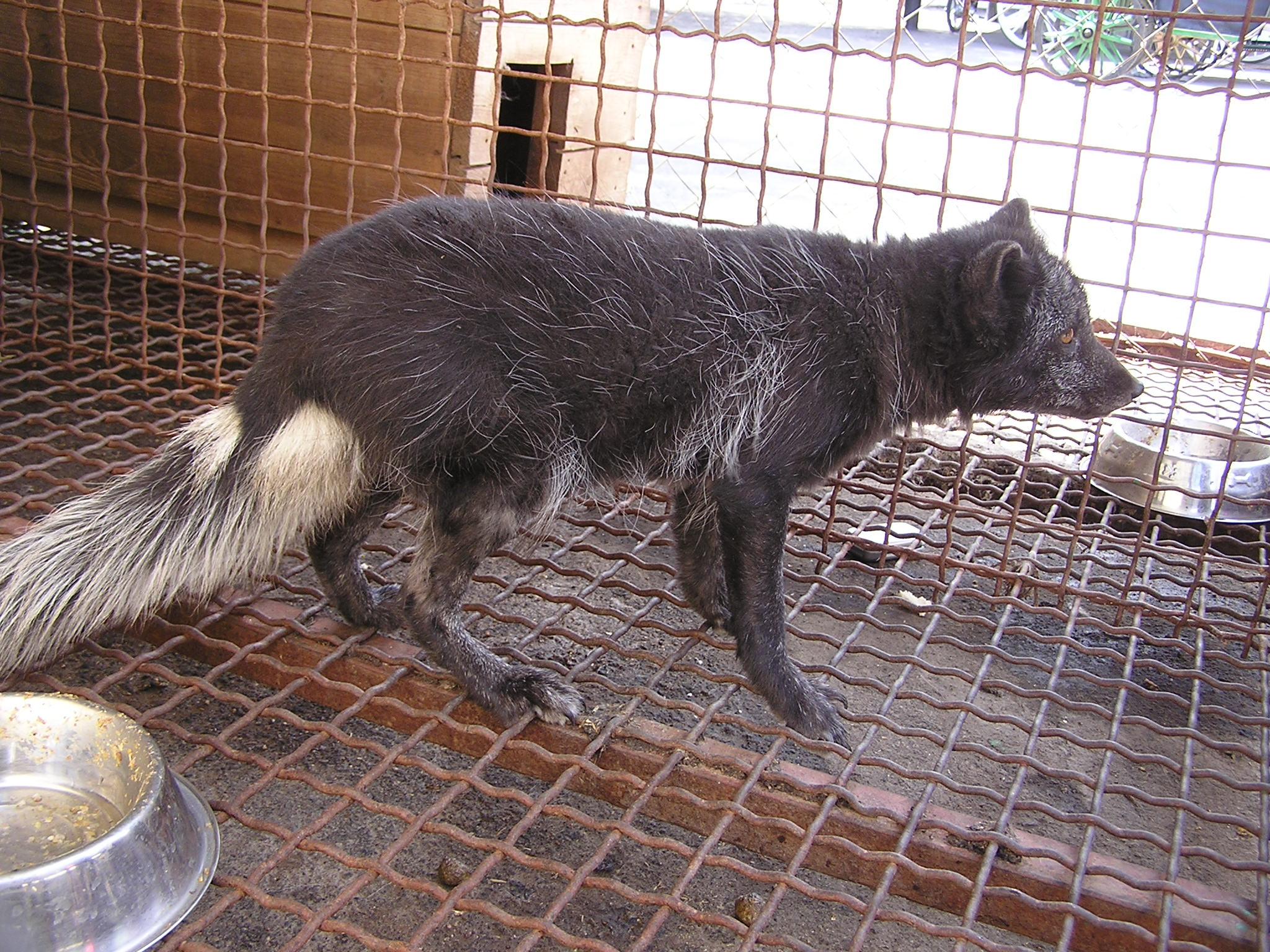
Єнотоподібний собака в зоопарку
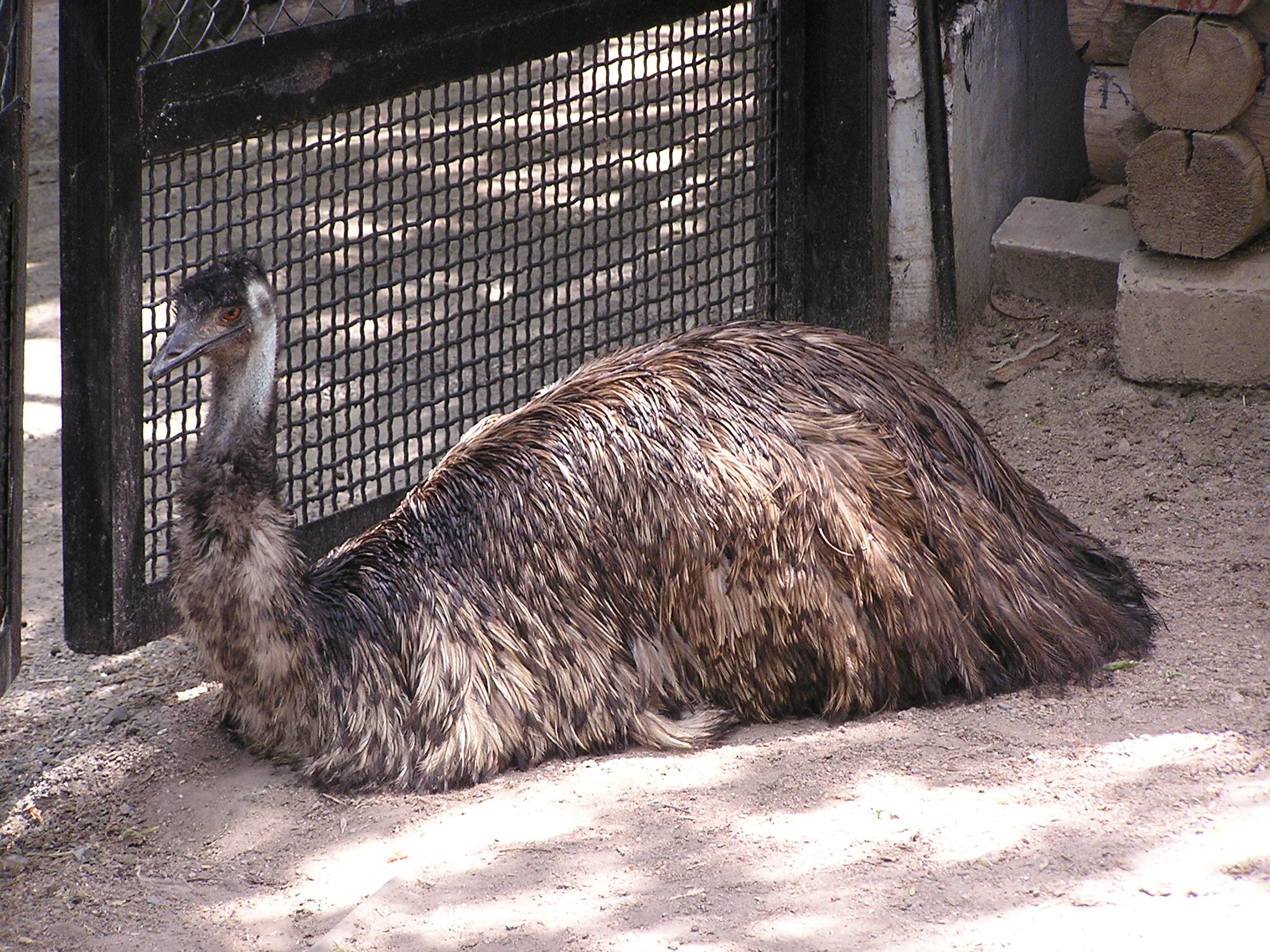
Ему
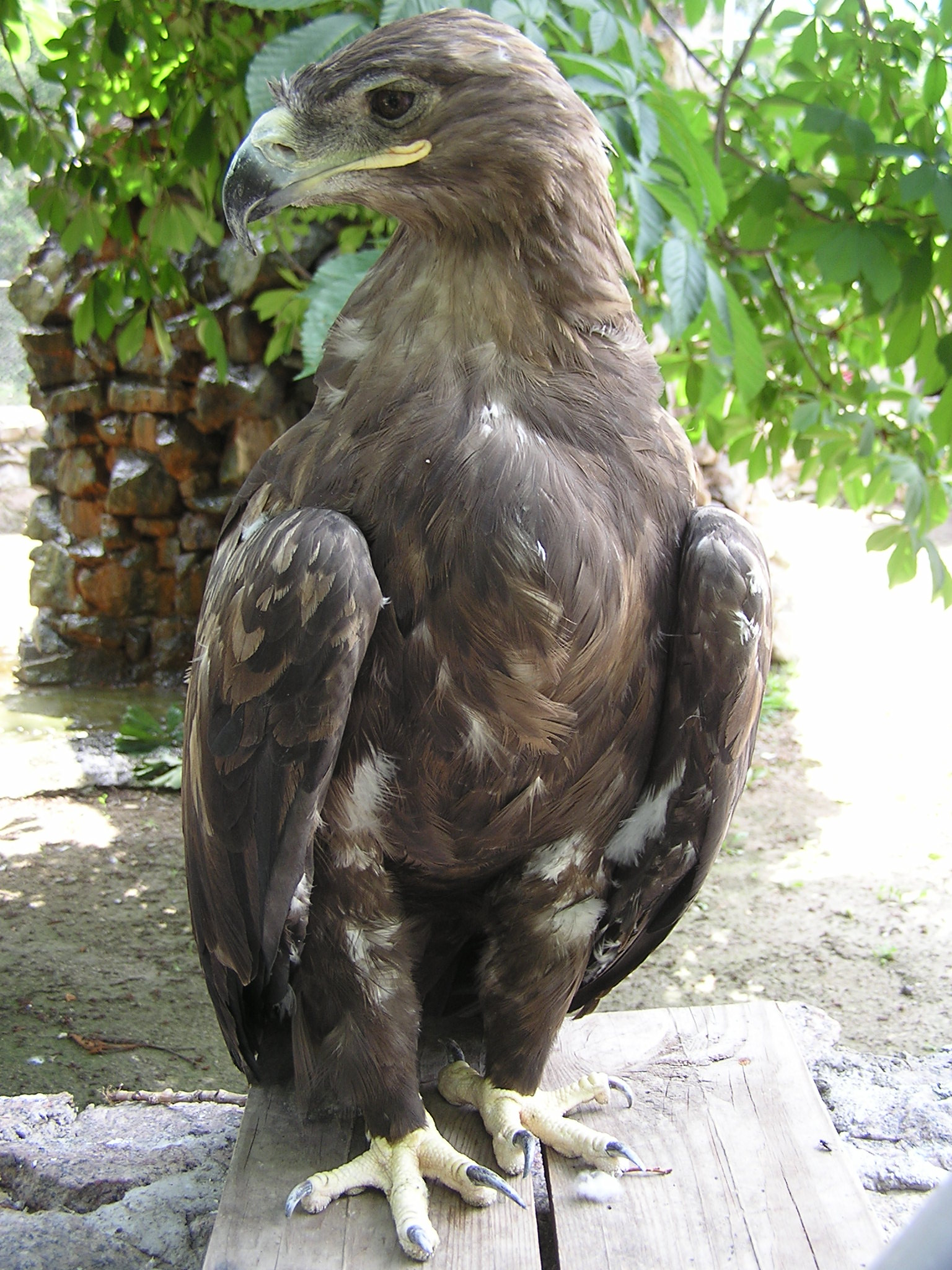
Беркут

## Виноски
1. ↑  Докучаєвський зоопарк на www.doroga.ua [Архівовано 4 червня 2015 у Wayback Machine.] (рос.)
2. ↑  Вовк И., Грибанова В. Докучаевский парк // =«Телегид». Специальный выпуск.. — Вип. Весь Донбасс. Маршруты выходного дня. 50 лучших мест для семейного отдыха.. — С. 71. Процитовано травень 2010.(рос.)
3. ↑  Заровна Тетяна Докучаєвському зоопарку всіх тварин подарували // матеріал за 13 серпня 2009 року на Газета.ua (новинний вебпортал) [Архівовано 2 травня 2009 у Wayback Machine.]
4. ↑  У Докучаєвську відкритий пам'ятник доломіту на www.dfdk.com.ua[недоступне посилання з квітня 2019]
5. ↑  Докучаевский зоопарк: жизнь впроголодь и под обстрелами. 23.07.2015. Архів оригіналу за 15 березня 2016. Процитовано 6 вересня 2015.